# Elyesa Bazna
Pour les articles homonymes, voir Bazna (homonymie).
Elyesa Bazna /ˈeljesɑ ˈbɑznɑ/ né le 28 juillet 1904 à Priština et mort le 21 décembre 1970 à Munich est un espion travaillant au profit du Troisième Reich, pendant la  Seconde Guerre mondiale. Alors qu'il est domestique à l'ambassade de Grande-Bretagne en Turquie, à Ankara, il propose ses services à l'ambassade d'Allemagne, qui lui donne le nom de code de Cicero (Cicéron). 
Son officier traitant est Ludwig Carl Moyzisch qui dépend de l'Auswärtiges Amt (ministère des Affaires étrangères) dirigé par Joachim von Ribbentrop. Il réussit à communiquer de nombreuses informations secrètes, que les Allemands n'exploitent cependant pas ; selon le livre de Moyzisch, la hiérarchie de Berlin doute dans un premier temps de la fiabilité de cette source, puis est incapable de s'entendre et de s'organiser pour en tirer des résolutions concrètes.
Bazna est payé en fausse monnaie par les Allemands, ce qui lui vaut des démêlés avec la justice, après-guerre.

## Biographie
Elyesa Bazna est Albanais de naissance. Sa famille s'installe à Ankara. Il est d'abord valet auprès de l'ambassadeur du royaume de Yougoslavie en Turquie, puis auprès d'un conseiller allemand qui le renvoie après l'avoir surpris en train de lire son courrier. Il est aussi chauffeur des ambassades de Yougoslavie, des États-Unis et de Grande-Bretagne.

### Au service de l'ambassade du Royaume-Uni
En 1942, Bazna devient le maître d'hôtel et le valet de chambre de l'ambassadeur de Grande-Bretagne à Ankara, Sir Hughe Knatchbull-Hugessen. Il gagne sa confiance et se fait apprécier pour ses talents de chanteur d'opéras italiens. Il parvient à copier les clefs du coffre-fort de l'ambassadeur : celui-ci avait oublié une clef dans un pantalon que Bazna devait brosser, il en profite pour prendre une empreinte de la clef et en faire fabriquer un double. Il propose alors ses services à l'ambassade d'Allemagne. La motivation invoquée était un désir de vengeance, il n'est mu que par l'ambition et l'appât du gain.

### Espionnage
Elyesa Bazna commence à photographier des documents confidentiels le 21 octobre 1943. Il contacte l'attaché d'ambassade Jenke le 26 octobre 1943. Celui-ci le confie à Ludwig Carl Moyzisch, attaché commercial de l'ambassade d'Allemagne, en réalité directeur des services secrets allemands en Turquie. Se présentant sous le nom de « Pierre » à Moyzisch, Bazna demande 20 000 £ en échange d'un lot de cinquante-six documents. Il devient un agent rémunéré en 1943 et l'ambassadeur Franz von Papen lui donne le nom de code Cicéron (en raison de « l'éloquence » des renseignements livrés), que Bazna ignore durant ses activités d'espionnage. Il livre des informations importantes sur plusieurs conférences internationales, ainsi que sur des bombardements, comme celui de Ploiești. En revanche, contrairement à ce qu'affirment ses mémoires et de nombreux journalistes, aucun document important sur le débarquement allié du 6 juin 1944 en Normandie n'est communiqué par Cicéron, et le code Overlord n'apparaît sur aucun des documents qu'il transmet, pour la bonne raison que l'ambassadeur de Grande-Bretagne à Ankara n'a jamais disposé de telles informations.
Les services britanniques estimaient que Bazna était « trop stupide » pour être un espion. Du côté allemand, le ministre des Affaires étrangères von Ribbentrop soupçonna d'abord une tentative d'intoxication de la part des Alliés. En effet, l'officier traitant Moyzisch ne savait pratiquement rien de son informateur et, de ce fait, la source était jugée suspecte. D'autre part, l'Abwehr ne transmettait pas toutes les informations en temps et en heure.
Le gouvernement turc, par la voie de son ministre des affaires étrangères Numan Menemencioğlu, finit par alerter les Britanniques sur la possible existence d'un espion nazi dans leur ambassade. Bazna assiste à l'installation d'un dispositif de protection électrique et apprend ainsi à neutraliser sans traces la sonnerie d'alarme. Il peut continuer impunément son travail d'espionnage, d'autant qu'il replace soigneusement les documents après les avoir photographiés.

### Intervention des services SS
Moyzisch est convoqué à Berlin au Ministère. Il part en avion et il est intercepté à Sofia par les services du général SS Kaltenbrunner (chef du SD et du RSHA). Il est longuement interrogé par des experts en contre-espionnage. Ribbentrop n'est convaincu de l'authenticité des documents de Cicéron que lorsque les détails des conférences du Caire et de Téhéran lui sont livrés. Un de ses collaborateurs, Steengrach, avait assuré qu'ils avaient été confirmés par ailleurs, mais cela n'avait pas suffi pas à convaincre Ribbentrop. L'inimitié entre von Papen et Ribbentrop confinait à la haine, et porta sans doute Ribbentrop à ne pas exploiter les informations obtenues de Cicéron.

### Fin de la collaboration
Moyzisch recrute une secrétaire, Nelle Kapp, fille d'un ancien consul allemand à Bombay. Elle a vécu une grande partie de sa jeunesse dans des pays anglophones. Elle se révèle névrosée, étant de ce fait une collaboratrice difficile. Moyzisch ignore qu'elle est en fait antinazie et agent infiltré par les services britanniques. Au mois d'avril 1944, elle déserte l'ambassade d'Allemagne et dénonce Cicéron à l'ambassadeur britannique. L'affaire fait scandale et Moyzisch est sommé de venir en Allemagne pour s'expliquer sur la désertion de sa secrétaire. Mais, sachant qu'il risque la peine de mort, il retarde son départ de Turquie.
Elyesa Bazna-Cicéron quitte l'ambassade britannique le 30 avril 1944, sans avoir été arrêté. Il disparaît en se fondant dans la population turque, ce qui met fin à l'opération Cicéron.
Elyesa Bazna tente ensuite de couler des jours heureux grâce à l'argent collecté au cours de ses années d'espionnage : il se reconvertit dans le commerce de voitures d'occasion puis dans le bâtiment. Cependant, les livres sterling fournies par le IIIe Reich étant fausses, les choses se compliquent : il se retrouve ruiné alors qu'il supervise la construction d'un hôtel de luxe à Bursa (Turquie).

## Bilan
Au total, Elyesa Bazna reçut 300 000 £ de l'Abwehr en faux billets (voir opération Bernhard). Un des éléments les plus troublants est que les dirigeants allemands exploitèrent à peine les renseignements fournis, en raison de la rivalité entre Ribbentropp et Schellenberg.
Après la guerre, Elyesa Bazna est condamné par la justice turque à rembourser les sommes qu'il avait payées en fausses livres sterling. Il intente sans succès des poursuites contre le gouvernement de l'Allemagne fédérale pour obtenir un paiement en monnaie authentique.
Selon le journaliste et historien Anthony Cave Brown, Bazna aurait été démasqué très tôt par les Britanniques, qui l'auraient manipulé pour intoxiquer les Allemands. Cette affirmation est démentie par l'historien François Kersaudy, qui assure, d'après les archives, que les Britanniques n'ont identifié Bazna-Cicéron qu'en août 1945. Dans ses mémoires publiés en 2016, John le Carré écrit : « On pense aujourd'hui qu'il était un agent britannique depuis le début, avec pour mission de transmettre de fausses informations aux Allemands ». Mais l'étude approfondie de Richard Wires infirme la thèse de l'agent double, d'autant que Bazna a transmis aux Allemands des renseignements qui auraient été précieux s'ils les avaient utilisés.

## Postérité
Un film célèbre, L'Affaire Cicéron (titre original Five Fingers), est réalisé en 1951 par Joseph L. Mankiewicz, d'après le livre Operation Cicero de L. C. Moyzisch, l'attaché de l'ambassade d'Allemagne agent traitant de l'espion, interprété par James Mason.
En 1955, le jeune Alain Decaux retrouve à Istanbul Elyesa Bazna, qui lui confirme qu'il était bien Cicéron.
L'espion publie en 1962 ses mémoires sous le titre Signé Cicéron, avec l'aide du journaliste allemand Hans Nogly.
Le Kawass d'Ankara, roman d'espionnage de l'écrivain français Pierre Nord publié en 1967, utilise nombre d'éléments de l'affaire Cicéron, mais prend beaucoup de libertés par rapport aux faits. La thèse retenue est, comme chez Anthony Cave Brown, celle d'une faute initiale de sécurité des services britanniques, suivie d'une opération d'intoxication des services secrets alliés permettant de « rattraper le coup » en discréditant à la fois la source et Moyzisch, l'officier traitant de Cicéron. Le contexte de réorganisation des services secrets allemands de 1944 (élimination de l'Amiral Canaris, marginalisation des professionnels du renseignement de l'Abwehr, mise sous tutelle du renseignement militaire par la SS d'Ernst Kaltenbrunner) y est évoqué de façon détaillée et réaliste par Pierre Nord, lui-même spécialiste du renseignement.